# Открито първенство на Франция 2009
Откритото първенство на Франция 2009 е тенис турнир на червена настилка. Това е 108-ото му издание и второ състезание от Големия шлем за годината. Провежда се на кортовете на Ролан Гарос в Париж от 24 май до 7 юни 2009.

## Сингъл

### Сингъл мъже
Роджър Федерер победи  Робин Сьодерлинг с 6–1, 7–6, 6–4

### Сингъл жени
Светлана Кузнецова победи  Динара Сафина с 6–4, 6–2

## Двойки

### Двойки мъже
Лукаш Длухи /  Леандер Паеш победиха  Уесли Мууди /  Дик Норман с 3–6, 6–3, 6–2

### Двойки жени
Анабел Медина Гаригес /  Вирхиния Руано Паскуал победиха  Виктория Азаренка /  Елена Веснина с 6–1, 6–1

### Смесени двойки
Лизел Хубер /  Боб Брайън победиха  Ваня Кинг /  Марсело Мело с 5–7, 7–6(5), 10–7